# 席琳·狄翁
席琳·玛丽·克劳德特·迪翁（法語：Céline Marie Claudette Dion，魁北克法語發音：[all]，/seɪˌliːn diˈɒn/，英国英语發音：/- ˈdiːɒn/；1968年3月30日—），法裔加拿大女歌手。有“力量抒情歌女王”（Queen of Power Ballads）、“成人当代音乐女王”（Queen of Adult Contemporary）及“拉斯維加斯女王”（Queen of Las Vegas）等尊称。席琳·狄翁獲得过1988年欧洲歌唱大赛冠军、5次格莱美奖、12次世界音乐奖、7次美国音乐奖、8次告示牌音樂獎、20次朱諾獎及43次菲利克斯奖等音樂獎項。她在全球的唱片銷量已超過兩億張，被譽為最暢銷的女歌手之一。
席琳·狄翁於1980年步入法語樂壇，1981年發行第一首個人法語單曲《這只是一個夢》（Ce n'était qu'un rêve）。1990年席琳開始踏入英語樂壇，發行個人第一張英語專輯《水乳交融》。1995年發行法語顛峰之作《他們》（D'eux），成為了法國及全球史上最高銷量的法語專輯。1996年緊接著推出英語顛峰之作《真愛》，斬獲了葛萊美獎四項通類大獎中的“年度專輯”，1997年為電影《鐵達尼號》演唱主題曲《我心永恆》，亦斬獲了葛萊美獎四項通類大獎中的“年度制作”，接連迎來個人音樂事業的顛峰。1999年末，因丈夫雷內被驗出咽喉癌，席琳在音樂事業顛峰時期隱退，發行了其90年代最後一張也是個人第一張英語精選專輯《天長地久:世紀情歌精選》（All the Way... A Decade of Song）。
2002年，鑑於丈夫情況良好而復出樂壇，推出新專輯《真愛來臨》（A New Day Has Come)，並於2003年3月至2005年在拉斯維加斯举行了《新的一天...》駐唱演唱会，歷時3年，其後多延長2年至2007年12月，總計723场，獲4億美金票房收入，為演唱會界及歌手後期發展模式打開全新一頁，並極為成功地影響後續不少前輩、平輩及後輩仿效進駐，包括艾爾頓·強、雪兒、貝蒂·蜜勒、仙妮亞·唐恩、珍妮佛·羅培茲、布蘭妮·斯皮爾斯、瑪麗亞·凱莉等歌手追隨席琳留下的腳步。基於拉斯維加斯的經濟層面不景氣，席琳成為了挽救拉斯維加斯的武器之一，於是她答應在2011年3月15日重返拉斯維加斯展開全新一輪的駐唱，簡單命名為“席琳秀”（Celine Show），演唱會純粹音樂方面的展現與華麗的背景配合，與以往音樂及舞蹈混合的駐唱模式完全不同，該駐唱合約至2019年完結。

## 人生历程和事业发展

### 童年以及早期生涯

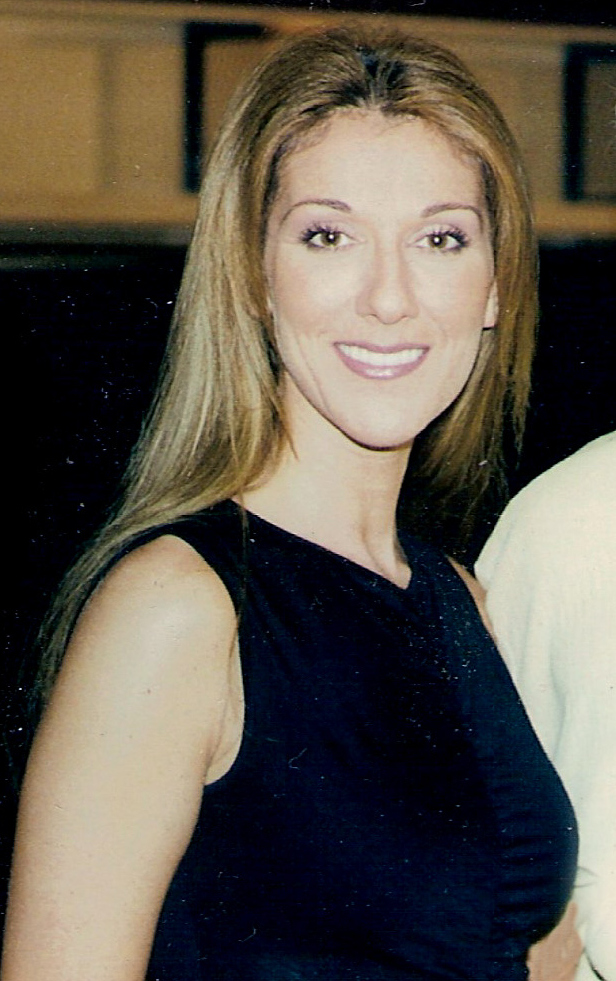
席琳·狄翁年輕時期

席琳·瑪麗·克勞德特·迪翁（法語：Céline Marie Claudette Dion）出生于加拿大魁北克省，她是家庭14个孩子中最小的一个。席琳是被一个贫穷的罗马天主教徒所抚养的，但是在她認為她出生在一个快乐的家庭里。音乐是她们家庭里不可缺少的一部分（在她出生的前两年，一位法国歌手Hugues Aufray演唱了一首名为《Céline》的歌曲，这就是席琳名字的由来）。席琳小时候在她父母所开的钢琴酒吧里和她的兄弟姊妹们一起唱歌。席琳在小时候就有一个成为表演者的梦想。在1994年的《人物》杂志对席琳进行访问的时候，她说：“我想念我的家人，我不后悔我拥有一个不完整的童年，因为我有一个梦想：我想成为一名歌手。”
12岁时，席琳在她妈妈和哥哥Jacques的帮助下，打造了第一首歌曲《這只是一個夢》("Ce n'était qu'un rêve")，另一位哥哥Michel将这首歌送给了音乐经纪人René Angélil，这个人的名字是Michel在一个Ginette Reno的专辑背面上找到的。René Angéli听了这首歌以后，被席琳的声音所感动，决定将席琳打造成为一个明星。为了席琳的第一张专辑《La voix du bon Dieu》（1981年），René将自己的房子抵押以筹集资金。很快，这张专辑里的歌曲〈The Voice of God/The Way of God〉成为了当地的冠军歌曲，席琳成为了魁北克当地的明星。1982年她参加了在日本东京举行的Yamaha世界音乐节的比赛，她以《我多么地爱你》("Tellement j'ai d'amour pour toi")赢得了最佳歌曲的奖项以及最佳表演者的奖项之后，席琳的影响力和流行度在世界范围内迅速提高。
1983年，席琳以单曲《有關愛與友情》("D'amour ou d'amitié"）成为第一位在法国获得金奖的加拿大艺人，除此之外，席琳还赢得了菲利克斯奖的“最佳女表演者”和“年度新星”。
1988年，席琳以歌曲《请别抛下我一人》代表瑞士参加在爱尔兰都柏林举办的《第33届欧洲歌唱大赛》。这场比赛也是《欧歌赛》历史上最剧戏剧性结局的赛事之一。席琳在各国依次给出评分的后期一直落后于英国歌手Scott Fitzgerald，比分相差约接近20分，而轮到最后3个国家一个一个给出评分时才逐渐扭转了胜负。最后一个国家南斯拉夫给了瑞士6分，而连1分也没有给先前信心满怀的英国。席琳由此才以仅高出英国1分的轻微差距赢得了该届比赛的冠军。凭借这场比赛，席琳在欧洲、亚洲、澳洲获得了更大程度的成功。然而，因为席琳当时是一位只讲法语的歌手，所以她还没有在美洲取得成功。
18岁时，席琳看了迈克尔·杰克逊的演出後，她告诉經紀人René她想成为想迈克尔·杰克逊那样的明星。尽管René对席琳的天赋充满自信，但是对于全球的市场来说，他意识到席琳的形象需要改变。因此席琳决定在公众目光中消失一段时间。这段时间席琳进行了牙科的手术，来改善她的形象。她也在1989年被送去贝立兹公司以提高自己的英語程度，為開啟自己的英语音乐事业做充分的準備。

### 1990至1992年：事業突破
席琳在学习一年的英语后，1990年以首张英語专辑《水乳交融》进军英语市场。她也和许多有名气的音乐人合作，如Vito Luprano、加拿大籍金牌制作人大衛·福斯特等。很快地，《水乳交融》以其輕摇滚风格再配以成人抒情为主的風格找到了自己的位置。《水乳交融》相當准确地抓住了《娱乐周刊》评论員吉姆·法贝尔（Jim Faber）的口味，他说：“席琳拥有朴实无华的声音。她不去尝试演绎那些不属于她的音乐风格。” Allmusic网站的評論家Stephen Erlewine说：“在美国，这是一次成功且成熟的首次亮相。”这张专辑中發行了總共四張單曲，包括《(如果还有)其它选择》、《未曾知晓》、同名單曲《水乳交融》及《芳心何在》。《芳心何在》成为了席琳第一首美国告示牌热门歌曲前一百中的前十，最好成绩达到了第四位。这张专辑确立了席琳成为美国的一位新星，同时也在亚洲和欧洲取得成功。
1991年，席琳成为了称赞美军在海湾战争中的战斗合唱歌曲《Voices That Care》的主唱之一。但席琳音乐事业真正的突破是在她与皮博·布赖森一起合唱迪士尼卡通电影《美女与野兽》的同名主题歌《美女與野獸》。这首歌确立了席琳接下来的音乐风格－－古典风的流行乐。这首歌曲大受好评，成为席琳音乐事业上第二首登上美国告示牌前十的单曲，并获得了格莱美的《最佳流行合唱音乐奖》。《美女与野兽》被收录于席琳1992年发行的同名专辑《席琳·迪翁》中。这张专辑和她的第一张英語专辑同样受到了摇滚风格的影响，同时包含了古典和灵魂乐的元素。由于首发单曲的成功以及席琳与David Foster和Diane Warren的合作，这张专辑得到了与《水乳交融》一样的好评。在该专辑中也有其他较为成功的单曲，如在美国告示牌热门歌曲前一百中最好成绩达到第四的《若你要让我去》、具有福音风格的《爱可以撼动山岭》，以及《唯有心碎》，这张专辑充满了对爱的表达。在这段期间，席琳发布了她的新法语专辑《Dion chante Plamondon》，这张专辑包含四首新歌曲，分别是《Des mots qui sonnent》、《Je danse dans ma tête》、《Quelqu'un que j'aime》、《quelqu'un qui m'aime》及《L'amour existe encore》。在1991年至1992年期间，这张专辑仅仅在加拿大和法国兩地发行，後来於1994年，《Dion chante Plamondon》开始在世界范围內发行。
《水乳交融》和《席琳·迪翁》两张英語专辑将席琳在北美的名声推向高峰，席琳已经达到了她的数个目标之一：在英语市场发表作品以及取得名气。正当席琳沉浸在她所取得的成功时，她的加拿大歌迷指责她只顾英语市场而忘记了他们。在席琳获得了《費利克斯獎》颁发的《年度英语艺人奖》时，为了赢回歌迷的支持，席琳公开表示拒绝接受奖项。此后席琳宣称：自己以前是，现在是，将来也是一名法语艺人，而並不是一位英语艺人。席琳的生活除了在商业上有所改变以外，她的个人感情生活也有所转变，席琳的经纪人René Angélil从经纪人的角色转为她的恋人。但是这段关系在很长的一段时间内都不为人所知，因为他们害怕公众无法接受他们之间26歲的年龄差距。

### 1993至1995年：迅速崛起
席琳在1993年的第三张英语专辑《愛的色彩》當中的感谢词表示她和她的经纪人雷尼·安杰利已经确立了恋爱关系，出乎他们的意料，大眾并没有指責他们的年龄差距，而是祝福这对情侣。很快他们便订婚了，并于1994年12月举行了盛大的婚礼，加拿大的电视台对席琳和雷內的婚礼进行了现场直播。席琳嫁给雷內，正好体现了這張專輯的主题——爱和浪漫，這让《愛的色彩》也成为了席琳最成功的专辑之一，销量在各地区分别达到700万（美国），200万（加拿大），1000万（其他地区），在全球銷售約為2000萬張。
翻唱自珍妮佛·羅許1985年的热门歌曲《爱的力量》成为了席琳在美国的第一首冠军单曲，这也是她的成名曲之一，席琳的肺活量在此歌中得到了充分体现，她富有张力的声音如春雷般震颤人耳。此歌因此也成为席琳的经典曲目之一，深深刻上了席琳的烙印，在告示板排行榜上蝉联四周第一位。之后的几首单曲如與Clive Griffin合唱的《当我坠入爱河》和《误导》（"Misled"）雖然都没能够在美国的唱片排行榜上取得更好的成績，但在加拿大都取得了一定的成绩。《愛的色彩》同时是席琳首张在欧洲和英国真正流行的专辑，这张专辑和單曲《三思而行》（"Think Twice"）同时连续五周占领了英国專輯榜和單曲榜的冠军，其中《三思而行》更一度連續占据单曲榜第一位的位置长达七周之久。最后，这首《三思而行》成为英国史上第四首销量达100万的女艺人作品，亦是席琳在英國首支獲得百萬銷量以上的單曲。
席琳依舊保留着她法语的根底，她每次发行专辑时，都会在英语专辑之间发布一张法语专辑。自然地，这些法语专辑比英语专辑赢得了更多法語歌迷的爱戴。1994年，席琳发布了《在奥林匹亚》，这是她在法国巴黎奥林匹亚音乐厅演唱会的现场录音专辑，这张专辑还附赠一首现场版的《呼唤你》。而在1995年，席琳发布了全新法语专辑《他們》，这是法國及全球有史以来最高銷量的法语专辑。这张专辑的作品大都由让·雅克·高德曼制作，而里面的两首单曲《為了讓你一直愛著我》及《我不知道》为席琳累聚了巨大的成功。《為了讓你一直愛著我》还成功登上了英国单曲榜的第七名，專輯《他們》在英國專輯榜中亦是獲得同樣的第七名成績，这对于法语歌曲及專輯来说是十分罕见的，所以席琳是第一位亦是唯一一位能夠把法語音樂帶上英國專輯榜及單曲榜前十名的歌手。於法國榜單中，《為了讓你一直愛著我》及《我不知道》雙雙登上了法國單曲榜的第一名；專輯《他們》亦取下紀錄性的成績，於法國專輯榜中拿下總共四十四周冠軍位置的紀錄，至今仍無人能夠打破。《為了讓你一直愛著我》及《我不知道》还改编成英语版本，收录在席琳的下一張英语专辑《真愛》當中。
1995年席琳为日本电视连续剧《戀人啊》演唱旋律优美动人的抒情主题曲《愛不完》。由美国金牌制作人大衛·福斯特谱写制作，并由著名日本小提琴家叶加濑太郎伴奏，在日本于1995年10月23日发行单曲。由于《戀人啊》收视率颇佳，《愛不完》在电视剧的推波助澜下也大受欢迎，成为继1983年艾瑞尼·卡拉的《闪电舞》后，12年来第一首登上日本Oricon单曲榜冠军的外语单曲，并蝉联5周冠军，销量超过124万张，是日本仅有的三首销量超过百万的国际艺人歌曲，也是日本第二首外语冠军单曲和销量第二的外语艺人单曲。在日本不仅获得了商业上的极大成功，亦获得了业界的极大肯定，为席琳赢得日本金唱片大獎中的年度最佳单曲。而在美国方面原先并没有把《愛不完》發行成單曲，直至1997年，《愛不完》才被收录在席琳第五张英语专辑《說愛》的美国版中，是专辑中的第三首单曲，但当时并没有发售實體单曲，只有针对电台发行用的宣传单曲，所以在美國广播界大受欢迎。由于宣传版單曲都會經過剪辑，所以歌曲小提琴的部分多半都不见了。不過《愛不完》还是在美國成人抒情榜夺下连续八周的冠军，也成为席琳狄翁几乎每场演唱会都不可或缺的重要曲目之一。
在90年代中期，席琳的音乐风格开始转变，她开始从摇滚风格慢慢转向流行和靈魂樂的风格（尽管电子吉他仍然还在她音乐的风格中占一部分元素）。她的歌曲是由柔和的配乐开始，然后慢慢推至高潮，这种唱法使席琳的声音特色很好地展现出来。但是这也令评论家们有所不满，《娱乐周刊》的評論員Arion Berger指责席琳只注重声音技巧而没在歌曲内涵上下工夫，令歌曲流于俗套，成为只取悦大众口味的歌曲。这也引发了媒体经常惡意地拿席琳與玛丽亚·凯莉以及惠妮·休斯頓比较。

### 1996至2003年：成为巨星
1996年，席琳發行的第四張英語专辑《真愛》让她站上了流行乐坛的一個新高度。與大衛·福斯特、Diane Warren及Aldo Nova等人合作，展现了席琳在音乐上的成熟感。这是一张试图取得更多听众接受的专辑，它加入了众多的音乐元素：华丽的管弦乐配器到非洲的船歌取样，并且采用了如西班牙吉他、长号、巴西小吉他、萨克斯等乐器来制造出新的声音来。专辑中的歌曲涵盖了许多种不同风格的音乐类型，包括流行舞曲、福音音樂、抒情搖滾及民谣等曲風。《山高水深》（"River Deep Mountains High"）(翻唱自蒂娜·透娜)运用了多種打击乐器。《重新擁有》（"It's All Coming Back To Me Now"）(翻唱自Jim Stainman)和《孤單一人》（"All By Myself"）(翻唱自Eric Carmen)都保留住了原作品的輕搖滾味道，又加入了古典的钢琴来烘托气氛。由Diane Warren执笔的作品《因为擁有你的愛》（"Because You Loved Me"）在加拿大获得了兩周冠军，在美国则在冠军位置上停留了六周之久。此专辑成为当年最畅销专辑，在十四个国家的排行榜上登顶。首周登上美国专辑榜中的第二名，其後於第二十八周夺冠，總共拿下三周冠军位置（非连续），之後一直保持着每周十万张以上的销售水平，并在前十名中停留了六十一周之久，前一百名中停留了一百一十三周。最终在美国获得十一次白金唱片认证，在美國總共賣出了一千二百萬張，在全球賣出約三千二百萬張。委员会宣布，1996年裡頭，席琳的音乐作品总共售出了二十五亿美元的销售额，这也是这位女歌手连续第二年在全球获得二千万的唱片销量。《真愛》在1997年的第39屆葛萊美獎上赢得了通類大獎之一中的《年度專輯》以及《年度最佳流行专辑》（Best Pop Vocal Album）两项大奖。亦在1997年4月17日舉辦的世界音樂獎上成為最大赢家，赢得了《最畅销的加拿大女歌手》、《最畅销艺人(通類)》以及《最畅销流行艺术家》等三项大奖；在颁奖典礼上，席琳与三十名歌手组成的福音唱诗班的合作，演唱了专辑中的歌曲《呼叫神》（"Call The Man"）。席琳也因這張專輯將朱诺奖、菲利克斯奖、NARM、南非音乐奖及BMI獎等等一併收入囊中。《真愛》发行后，席琳随即展开專輯同名的“真愛巡迴演唱會”（Falling Into You Tour）。
随著《真愛》这張专辑進一步鞏固了席琳在樂壇的地位，她被邀请在1996年夏季奧林匹克運動會開幕式上献唱《梦想的力量》（"The Power of the Dream"），在十萬名现场观众以及全世界三分之一人口的电视观众前演唱。席琳将演出的酬劳捐献给了加拿大代表团作为比赛和训练的基金。《梦想的力量》的作曲者大卫·福斯特是席琳的金牌制作人，他很清楚席琳的高亢激昂的嗓音，正适合演唱像奥运会这样题材的作品，歌曲告诉了人们，只要敢去想，那就是成功的开始。凭着自身的魅力和席琳优异的演唱技巧和表达，《梦想的力量》获得了极大的成功，更打破以往奥运主题歌都是合唱的形式，席琳成为了奥运会史上第一位独自演唱主题歌的歌手。这首歌曲也收錄在《真愛》亞洲、澳大利亞等國家地區的版本中。
1997年發行第五張英語专辑《說愛》(Let's Talk About Love)，席琳将这张专辑定義为《真愛》的结局篇。专辑主要在伦敦、纽约及洛杉矶录制，合作队伍由一支庞大的星光梦之队组成：乐坛长青树芭芭拉·史翠珊、比吉斯、贵为“三大男高音”之一的盧奇亞諾·帕華洛帝、被誉为“第五位披头士”的金牌制作人喬治·馬丁、加拿大天王布萊恩·亞當斯以及牙買加歌手Diana King。Diana为《款款相待》（"Treat Her Like A Lady"）带入了一股畅快的雷鬼乐之风，《爱在何方》（"Where Is The Love"）和专辑同名曲《說愛》（"Let's Talk About Love"）则将“爱”的内涵提升到了“普世之爱”的层面。在专辑發行前，索尼音樂美國总部便接到了全世界接近一千一百万张的预售订单，《說愛》毫无争议地成为了1997年全球最被期待的唱片之一，类似的盛况仅在流行樂天王迈克尔·杰克逊1991年的專輯《危險之旅》出现过（当时《危險之旅》的预售订单也超过了一千万）。《說愛》一发行即横扫全世界各大榜单，节节刷新销售纪录。這張專輯在当时还创造了一项新记录：从发行过后连续23周都没有掉出过前5名。仅仅在正式发行后的前四个月内，《說愛》便在美国售出六百二十四萬张，在全球的销量更是达到了惊人的二千萬万张。在加拿大，《說愛》首周以超過二十三萬张的销量空降冠军，成为加拿大史上首周销量最高的专辑。短短三周後就被认证为钻石唱片，累计销量超过二百一十萬张，并赢得朱諾獎的《年度专辑》（Album Of The Year）和《年度最畅销专辑》（Best Selling Album Of The Year）兩項大獎。《說愛》在欧洲多国登顶，获得白金或多白金唱片认证，并被IFPI认证十個白金唱片，是音乐史上第一张认证十个白金唱片的专辑，也是认证最高的专辑（后来也仅有阿黛尔的专辑《21》认证了十个白金唱片）。《說愛》也在南非夺得冠军宝座，并且获得南非音乐奖的《年度最畅销国际专辑》一項大獎。为推廣专辑而展开的“說愛巡迴演唱會”（Let's Talk About Love Tour），票房斬獲約一億三千萬美金。至今在美國卖出一千一百萬張，在全球賣出約三千一百萬張。
同年席琳一首为電影《鐵達尼號》演唱的主題曲《我心永恆》再次轰动全球。此曲由好莱坞主流电影著名作曲家詹姆斯·霍纳一手制作，具有浓烈民族韵味的爱尔兰锡哨在他的精巧编排下，尽显悠扬婉转而又凄美动人。歌曲的旋律从最初的平缓到激昂，再到缠绵悱恻的高潮，一直到最后荡气回肠的悲剧尾声，短短四分钟的歌曲实际上是整部影片的浓缩版本。在美國、英國、法國、比利時、澳洲、丹麥、瑞士等多个国家非常受歡迎，全球销量超过一千八百万，是世界上最畅销的单曲之一，也是每场演唱会的必唱压轴歌曲。歌手登顶欧洲单曲榜十七周，瑞士单曲榜十五周、法国及德国单曲榜十三周、荷兰及瑞典单曲榜十一周、丹麦、意大利、挪威及比利时（瓦罗尼亚）单曲榜十周、比利时（佛兰德斯）单曲榜七周、爱尔兰单曲榜六周、澳大利亚及奥地利单曲榜四周、英国及西班牙单曲榜兩周、芬兰单曲榜一周。在英国、加拿大，法国和台湾等均已销售超過百万張之多，在德国销售两百万之多。在美国，《我心永恒》在告示板空降并独占稳居两周冠军。由于单曲在美国受到限制发行，最多只能賣六十九萬張實體單曲，使得《我心永恒》只能在告示板上停留两周冠军，并在美国认证金唱片销量。除此之外，单曲数字下载量早已超过一百万，还封顶告示板之《电台百强放送榜》十周，《百强单曲销售榜》（Hot 100 Singles Sales）兩周。在1998年舉辦的第70屆奧斯卡獎上，《我心永恆》获得《最佳电影歌曲》大奖。在1999年舉辦的第41届葛萊美獎上，《我心永恒》的词曲作者韦尔·杰宁斯、詹姆斯·霍纳以及席琳赢得四项大奖：包括《年度歌曲》、《年度製作》兩項通類大獎，另外亦得到了《最佳流行女歌手》（Best Female Pop Vocal Performance）及《最佳影视媒体作品歌曲》（Best Song Written for a Motion Picture, Television or Other Visual Media）。
1998年，席琳發行的第六張英語專輯也是首張英語聖誕專輯《特別的时刻》（These Are Special Times）在全球發行超過一千二百萬張。这张专辑也是她受古典音乐影响最深的一张专辑，所有的歌曲几乎都是用了大型的管弦乐来伴奏。與勞·凱利对唱的《我是你的天使》（"I'm Your Angel"）成为了席琳第四首夺得美國告示板冠军的歌曲，并稳居榜首六周，也成为了世界热门歌曲。评论界对于席琳的声音技巧仍旧是大加赞赏，称其为“声音技术上的奇迹”。早期作品里表现出来那种朴实的声音已经基本上没有了，评论家Steve Dollar在评论同名歌曲《特別的時刻》时写道：“席琳的声音如此卓然，如果她是一座山，那么世间几乎已经没有更高的山能超过她了。”
1999年，席琳推出了第一張英語精選專輯《天長地久-世紀情歌精選》（All the Way... A Decade of Song），彙集了席琳90年代最成功的单曲以及七首全新錄製的歌曲，首发单曲《本应如此》（"That's The Way It Is"）榮獲加拿大及美國成人抒情榜雙料冠军單曲。專輯還收錄了翻唱自Roberta Flack的名曲《第一次我看到你的臉》（"The First Time Ever I Saw Your Face"），和美國天王法蘭克·辛納屈時空對唱的同名曲《天長地久》（"All The Way"）。鄉村樂天后仙妮亞·唐恩也出现在这张专辑裏頭，她為單曲《如果牆能說話》（"If Walls Could Talk"）擔任了和音的工作。這張專辑在十七个国家登顶，美国销量達九百万、日本獲得双钻石认证、加拿大獲得钻石認證（这也是席琳在加拿大连续缔造的第六张钻石专辑），世界其他國家或地區都獲得白金或多白金认证，全球銷量超過二千二百萬張，為當時美國精選輯銷售量第二的精選專輯。到90年代末为止，席琳已经在全世界卖出超過一亿张专辑的成就。席琳说道，她已经经历了很多的事情，她觉得自己应该退后一步来更好的享受生活。此外，丈夫René Angélil被检查出有咽喉癌的这件事，更促使她想要引退，因此這張精選專輯也成了席琳給歌迷暫別的禮物。
2002年，基於丈夫情況良好，席琳再次复出歌坛，發行第七張英語專輯《真愛來臨》（A New Day Has Come）。席琳说：“我的灵魂想表达自己，我的心想歌唱”。唱片封面上的席琳和两年以前的她不太一样，少了对音乐的傲气，而是更多了妈妈的味道。专辑的主题是“全新的开始”，尽管专辑里没有呈现出太多的音乐风格，但一些流行舞曲风格的歌曲如《熱力四射》（"I'm Alive"）及《為愛說抱歉》（"Sorry For Love"）出现了在专辑里，其他的则基本上是成人抒情风格的歌曲。同名歌曲《真愛來臨》（"A New Day Has Come"）、《赤子》（"Nature Boy"）及《再見 (最感傷的話)》（"Goodbye's (The Saddest Word)" ）呈现出席琳更为成熟的一面，这种改变源自于席琳當上了母亲的责任和自己親新的体会，席琳親身也說了“成为母亲的人才會真正的长大”。专辑中还有一首不得不提及的歌曲《為愛臣服》（"I Surrender"），虽然这首歌没有作为单曲发行，但几乎所有美国甚至世界各地的選秀節目都会有参赛者选择这首歌作为参赛曲目，其中包括美国偶像中的凱莉·克萊森、Anthony Fedorov及莉·隆斯。英国歌手Nicki French在2004年发行了这首歌的舞曲版。波兰歌手艾迪塔·歌娳婭也翻唱这首歌的波蘭語版本，取名《List》。台湾歌手林志炫也翻唱了中文版本《没离开过》。这首歌也理所當然地出现在席琳後來的驻唱當中。《真愛來臨》再现了她在商业上的成功，专辑在超过二十三个国家排行榜上登顶（其中首周以五十五萬八千的銷量空降告示板排行榜冠軍），全球銷售量為約1200萬張。然而，评论界依然对这张专辑进行了毫不留情的批评，认为这张专辑无法给人留下深刻印象，歌词也显得空洞毫无生气。这张专辑也暗示了席琳没有能力超越她曾经创造出来的辉煌之墙，如“老套”、“毫无新意”这样的词语也频频出现在即使最宽容的评论里。
在2003年2月全美音乐奖之成人抒情（Adult Contemporary）类别當中，席琳获得“最喜愛的藝術家”（Favorite Artist）奖项。同年3月25号席琳發行第8张英語專輯《一颗心》（One Heart），浓缩了她对于生命中的快乐的欣赏和感激之情。大量的流行舞曲类歌曲构成了《一颗心》的主体部分，与她以前曾经被广泛接受的令人感动的成人抒情歌曲完全不一样。《一颗心》也取得了一定程度的成功，在全球銷售超過八百萬張，成为全球年度前十名。翻唱自羅伊·奧比森的首支单曲《我开了一整夜的车》("I Drove All Night")开始了席琳與Chrysler汽车公司的商业合作，成為新车款代言的电视广告曲。这首歌融合了流行舞曲、摇滚风格、流行速度感及带电的新世代口味，席琳唱出了专属于她的个人风格，曲风更加强劲有力，是专辑中最为出彩的作品。
尽管《一顆心》仍取得商業成功，但席琳连续兩张专辑在评论界的不太成功，以致这种延续商业成功的趋势逐渐有缓慢下来的迹象。席琳后期的作品在电台上的点播越来越少，这是因為席琳的歌曲主题和内容都只适合在成人抒情电台上播放，及受到了年齡增長的潛規則限制，也就只能获得很少的点播。电台对于席琳这样的流行歌手的支持度越来越少了，它们的播放热点是那些快节奏歌曲。
1996年至2003年這段期間是席琳最為成功的時候，其中在2000年席琳與瑪麗亞·凱莉、惠妮·休斯頓被《滾石》雜誌評為美國90年代最重要的三位歌手。

### 2003至2007年：駐唱時期

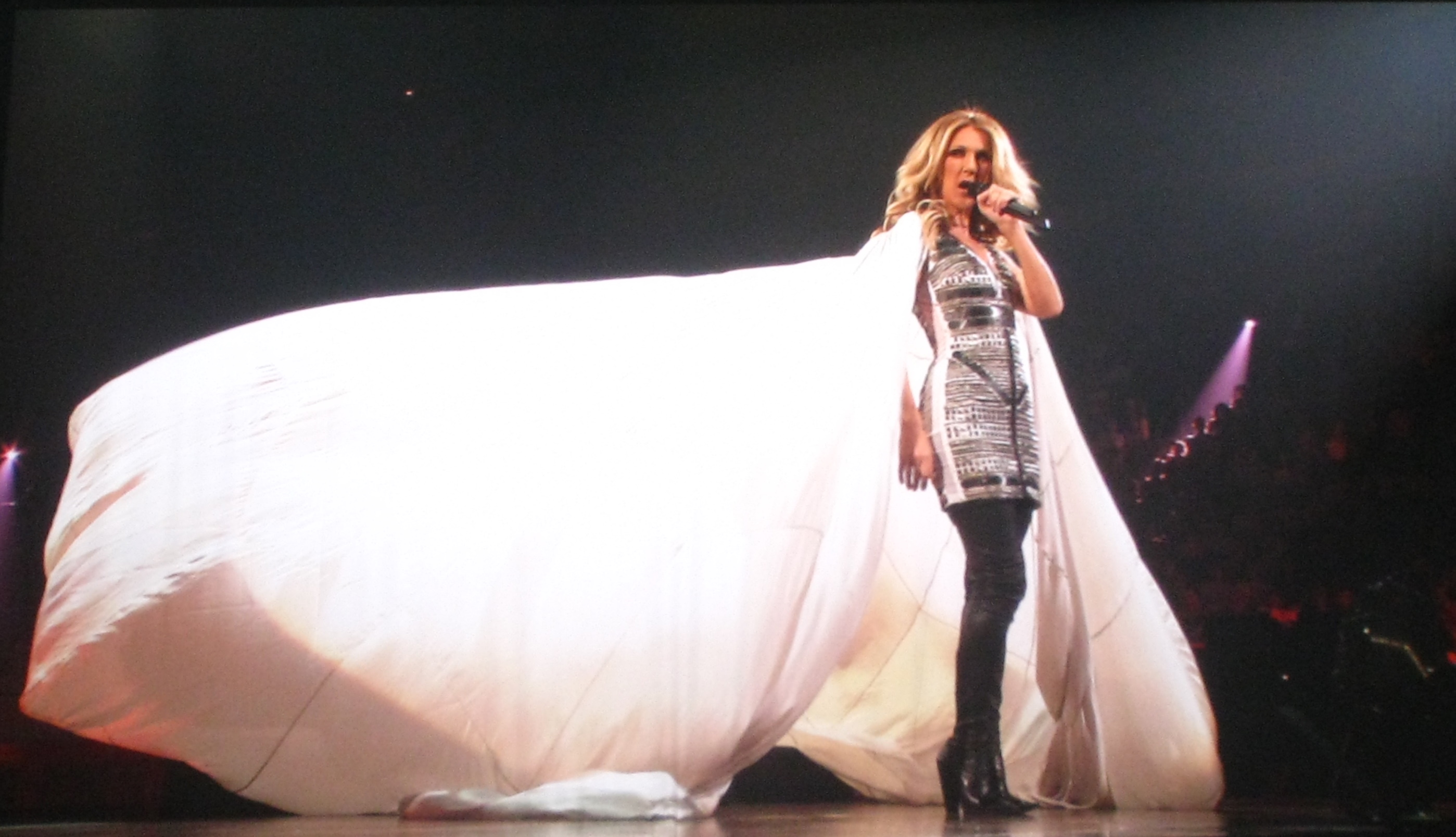
歌手席琳·迪翁於加拿大蒙特婁演唱會演出。

2003年3月至2007年12月，席琳在拉斯維加斯展開了為期五年的駐唱演唱会，命名為“新的一天...”（A New Day），五年間的場次總數為七百三十二场，票房斬獲近四亿美元，載譽全球，成為史上最高票房女子演唱會的第二名。流行樂天王迈克尔·杰克逊也观看了席琳的演出，席琳亦表示當晚只看到迈克尔一人在台下觀看著她的表演。尽管门票非常的昂贵，演唱会也受到了观众们的广泛好评。自从2003年开始演出以来，几乎每晚的票都全部售罄。根据专业报纸《The Pollstar》的报道，席琳在2005年上半年卖出了三十二萬二千张票，票房收入总计達到四千三百九十万美元，在告示板半年总结的票房排行榜上，席琳排名第二位。直到2005年6月为止，总共三百八十四场演出中有三百一十五场的票是全部售罄。基于演唱会的巨大成功，席琳的駐唱合約由2005年完結延長至2007年，席琳创造了超过七百场座无虚席的表演，具体的酬劳並没有公佈。席琳的駐唱表演的录音也汇编成了一张現場专辑作了商业发行，同样取得巨大成功。另外，席琳的駐唱演唱會於開幕前被眾多媒體名為《音樂界史上最大的賭注》，這是基於以往並沒有任何一位歌手像席琳那樣相當冒險地在同一個地點舉辦極為龐大數目的演唱會，所有媒體都不太看好這次的演唱會，因為是需要到歌迷親自從世界各地流入拉斯維加斯中看演唱會，而並不是歌手本身飛往世界各地開辦演唱會，最終這“賭注”成為了非常成功的開創先河的實驗，為後續不少前輩、平輩及後輩歌手的發展模式留下了一條全新的道路。
2004年10月，席琳發行第九張英語專輯《奇蹟》（Miracle），席琳的音乐开始转向更加具有母性色彩。《奇蹟》是席琳聯同摄影家Anne Geddes跨媒体合作的專輯，合作的中心主题是表现婴儿和母亲。这张专辑由一些摇篮曲和散发着母性光芒的歌曲组成，其中最引人注目的作品是翻唱爵士樂之父路易斯·阿姆斯壯（Louis Armstrong）的名曲《如此美妙的世界》（What A Wonderful World）以及《美麗的男孩》（Beautiful Boy）。这张专辑几乎没有引起任何反應，這是基於這張專輯屬於非主流的音樂。告示板杂志的Chuck Taylor撰文称单曲《美麗的男孩》是“一个意料之外的珍品”，并表示席琳是“经典且全能的艺术家”；而《Entertainment Weekly》的Nancy Miller则评论道：“地球妈妈的整个表演都只是机会主义者的行为体现”。另一方面，同年席琳從奧斯卡最佳男主角麥克·道格拉斯（Michael Douglas）的手中獲得了《世界音乐奖》的钻石奖，并得到《史上最畅销女艺人》（The Best-selling Female Artist of All Time）的表彰。

### 2007至2009年：大規模巡演時期

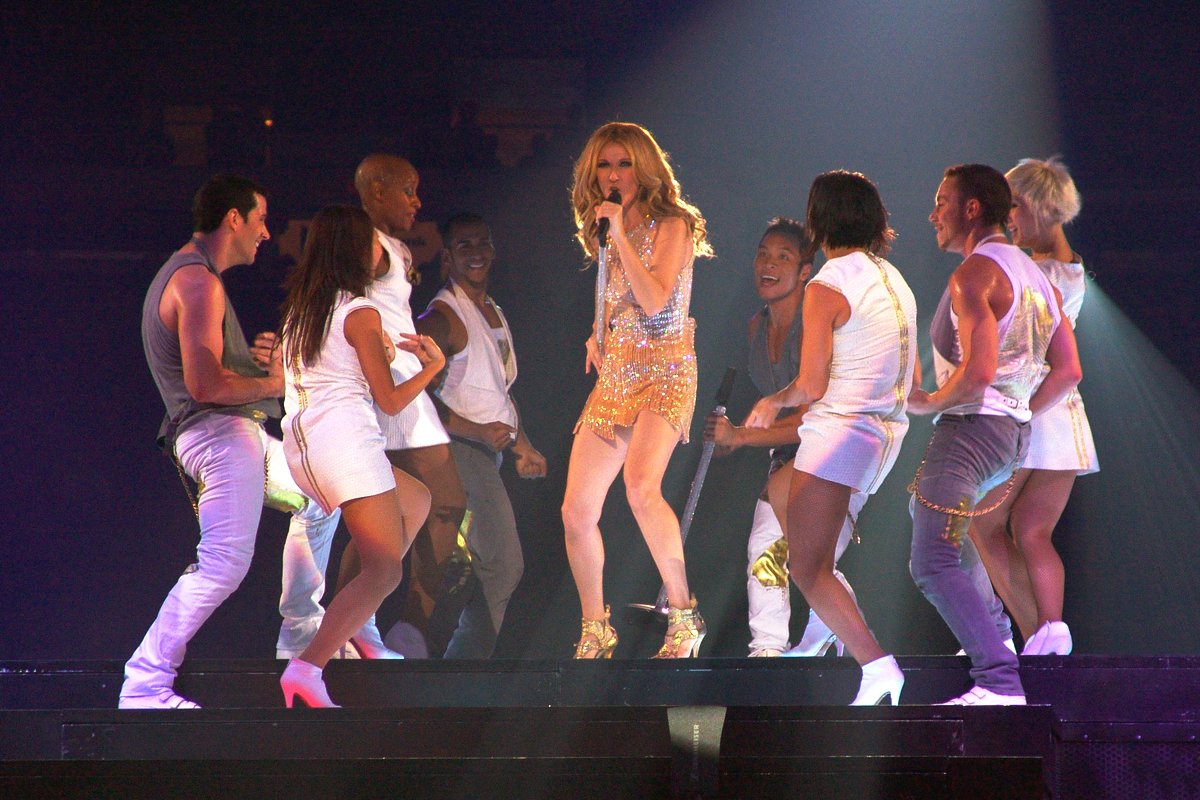
席琳·迪翁在紐約長島演唱"River Deep Mountain High"

2007年，席琳發行她的第十張專輯《把握機會》（Taking Chances），這張專輯引起全球热销，在至少十三个国家打进前十二名，成为告示板之欧洲音乐排行榜的第一名，席林重回天后地位，這張專輯全球銷量已經超過三百萬張。在此不久之前，席琳亦發行了一張名為《芳心之歌》的法語專輯，專輯在加拿大及法國登上第一名成績，全球銷量已超過一百萬張。
2008至2009年，因應宣傳兩張新專輯，席琳於是決定舉辦一次全球大型的世界巡迴演唱會，《把握機會》（Taking Chances）世界巡迴演唱會在2月14日從南非約翰尼斯堡起跑，這是席琳八年來第一次巡迴演出，并且首次涉足中国（包括澳门及上海），範圍涵蓋世界四十二座城市，北美五十五座城市，共九十七座城市。最終票房成績驚人，共斬獲兩億八千萬美金票房，列為全球女歌手票房第三名的巡迴演唱會。2008年5月22日，法国总统萨科齐在总统府爱丽舍宫举行仪式，授予席琳迪翁荣誉骑士勋章。当天，席琳·迪翁在母亲、丈夫兼经纪人、儿子等众多亲友的陪伴下来到爱丽舍宫，她表示十分荣幸能够被授予骑士勋章。
2008年席琳發行一張精選輯《极上完美》（Complete Best），此精選集只在日本發行，另外亦發行了一張新歌加精選專輯《吾爱：终极精选集》（My Love: Ultimate Essential Collection），《极上完美》是一張成功的精選輯，在日本銷售超過20萬張；而《吾爱：终极精选集》這張專輯也在全球銷售超過200萬張。
結束了世界巡迴演出後，席琳開始休息了起來，在這段期間裡，席琳產下了雙胞胎過著家庭生活，甚少接觸工作。

### 2011至2019年：二次駐唱時期
2011年，席琳回歸拉斯維加斯凱撒皇宮进行簡單名为“席琳秀”（Celine）的長期演出，演出合共長達四年，後期再續約延長至2019年。此次駐唱模式與上次駐唱大不同，純為樂隊、舞台效果及歌手三方面的演出，少了以往加入舞者以戲劇性的表演演出。駐唱直至2014年7月29日為止，已吸引超過八十七萬人次觀看，暫時斬獲超過一億三千萬美金的票房收入，剛好平了席琳於1998年的世界巡迴演唱會票房的紀錄，成為席琳個人名下第三高票房的演唱會。
2012年6月7日，席琳在官方网站宣布在4月和5月期间开始为下一张法语和英语专辑录制歌曲。法语专辑全部为新曲，英语专辑除收录席琳拉斯维加斯秀之前未发行歌曲的录音室版本之外也有几首新曲。同年11月，席琳發表她的全新法語專輯《放手去愛》（Sans attendre），在法国首周空降冠军，销量达到九萬六千张，最终拿下2012年年度專輯亞軍（2012年年度法語專輯冠軍）。在加拿大更是打破记录，成为Nielsen Soundscan自1995年统计以来首周销量最高的法语专辑，并且发行两个月销量超过二十万，成为加拿大2012年仅有的销量超过二十万的五张专辑之一。專輯亦獲加拿大朱諾獎數項提名。《放手去愛》还夺下比利时冠军宝座，更是创造了近年来法语专辑的又一奇迹：时隔十多年年再次登上英国专辑榜。同時也是2012年全球最暢銷法語專輯，在法國總共售出80萬張，獲認證為鑽石唱片，此專輯是自1998年以來第一張鑽石唱片，是席琳個人第五張在法國的鑽石唱片，為女歌手中歷史第二名，在全球亦售出超過一百五十萬張。
2013年，席琳在中央电视台春节联欢晚会上受邀演出。在高晓松指导下，用音标注音的帮助，席琳花费五个小时学会中文歌曲《茉莉花》。当晚席琳身着Dolce & Gabbana 2012秋季系列的金色亮片裙亮相，以灵歌唱法與宋祖英合作演唱了中国民歌《茉莉花》，并独唱了個人代表作《我心永恒》，获得好评。同年，全新英文大碟《為愛重生》（Loved Me Back To Life）同名首張单曲于7月27日在魁北克演唱会首唱，各大媒体以“醉人”（Fascinating）、“了不起”（Great）、“现代感”（Modern）等形容词给与高度评价，更评以4.9分的高分（5分為滿分）。《為愛重生》（Loved Me Back To Life）專輯正式於2013年11月1日發行，專輯在加拿大首周銷量為十萬六千張，成功打入加拿大歷史中首周銷量紀錄第九名，使席琳在歷史首周銷量榜有三張專輯入榜，為全部歌手中之最，專輯亦在加拿大獲四白金銷量認證。其他地區如英國獲白金唱片認證，法國獲雙白金唱片認證，比利時、南非、波蘭、瑞士等國家亦獲金唱片認證，美國售出約為二十八萬張，總計下來全球銷量約為一百五十萬張。
2014年6月29日，席琳發表了一段影片為2014年年底的亞洲巡迴演唱會打開序幕，率先公布了日本的四場資料，分別於名古屋巨蛋、大阪巨蛋及東京巨蛋舉行四場演唱會，其中東京巨蛋將會舉行兩場，預計最多吸納總人數為約十八萬人次。2014年8月13日，席琳官方發表了一份聲明，鑑於丈夫雷尼癌症情況復發及席琳喉嚨發炎情況並未完全康復，席琳將會取消是次亞洲巡迴演唱會及暫時全面停止在拉斯維加斯的駐唱，直至另行通知。席琳將會暫時休息並把重心再一次放在家庭之中，不得不把手中兩個演唱會項目取消及延後，基於亞洲巡迴演唱會中的日本站及菲律賓站已開售，大約十多萬張票將會進行退票工作，席琳亦向全球歌迷致歉，希望能體諒席琳目前家庭及健康的情況，亦答謝歌迷一直以來的愛戴及支持。
2015年3月25日，席琳接受了《早安美國》的獨家訪問，內容談及丈夫雷尼的癌症情況及復出細節，席琳在采訪中不禁流淚談道丈夫必須依靠餵食管幫助進行吞食，自己每天重複地親身照顧癌症復發的丈夫及現年四歲的雙胞胎；席琳另一方面亦宣布基於丈夫情況已變好，將於今年8月27日重返凱撒官繼續進行駐唱表演，屆時將會有重大改變，包括歌曲及演出細節。
2016年2月23日，席琳收拾心情重返拉斯維加斯舞台。當晚席琳狀態維持原本一貫的水準，但當演唱至《獨自一人》（All By Myself）的後半段的時候，席琳控制不住情緒憶起剛離世的丈夫，完成不了完整的表演，全場觀眾站起來為席琳鼓掌以示支持及鼓勵。同年5月22日，席琳獲《告示牌》（Billboard Music Awards）頒發《時代標誌終生成就獎》（Icon Award）以認可席琳在文化層面上的影響力及其在創造力上和娛樂文化上具有偉大傑出及歷久不衰的表現，席琳在音樂典禮上表演了皇后樂隊的《定必堅持下去》（The Show Must Go On），旨在獻給剛離世的丈夫，並藉著告訴他席琳繼續會撐下去。《告示牌》給予席琳一個特別的驚喜，遨請了席琳的長子查爾斯作為特別嘉賓為席琳頒發獎項，席琳看到兒子上台的一刻，激動得流下了淚，並表示自己不想在兒子面前哭，想在三個孩子面前擔當成一個堅強的母親，在講辭的最後，席琳舉起獎項，向離世的丈夫大喊道：The Show Must Go On！（我會繼續堅持下去！）。二天後，於同年5月24日，席琳發表了新法語單曲《再一個夜晚》（Encore Un Soir），內容講述時間及歌曲是獻給離世的丈夫，單曲是由法國傳奇音樂家讓-雅克·高德曼曲詞包辦，該單曲以三天的成績在法國空降冠軍，並連續取得兩周單曲榜的冠軍位置，成為席琳在法國的第六支冠軍單曲，同時也打破了法國個人最多在榜冠軍曲的紀錄，總冠軍周數為38周。同年6月20日起，席琳將會舉行法語巡迴演唱會，主要涉足北美洲及歐洲，總場數暫為28場且已完全售罄，這將會是席琳個人法語巡迴演唱會生涯中，票房為最高的一次。
2017年1月20日，席琳在官方臉書公布將會為電影《美女與野獸真人版》的原聲帶獻唱，席琳表示相當榮幸可以再一次為這電影演唱一首全新的歌曲，名為《將瞬間變成永恆》（How Does A Moment Last Forever）。而席琳個人於1991年為動畫版演唱的《美女與野獸》同名主題曲亦被收入當中，但歌曲將會被亞莉安娜·格蘭德及約翰·傳奇攜手翻唱。1月25日，席琳發表了視頻正式宣佈將舉行2017夏季歐洲巡迴演唱會，演唱會將會涉足英国、荷兰、法国、瑞士、德國、丹麦、瑞典等國家，總數為16場的演唱會。基於反應熱烈，英國及法國將會追加總數為7場的演出，總場數暫為23場。1月27日，席琳與關·史蒂芬妮共同參與了《今日秀》（Today Show）的訪談，內容談及了席琳將成為史蒂芬妮2017年的美國《好聲音》（The Voice）隊的助教，以協助隊上的參賽者在比賽上給予指點及意見。5月21日，為慶祝電影鐵達尼號20周年紀念，席琳出席美國2017年告示牌頒獎典禮（Billboard Music Awards）並擔任表演嘉賓，穿上一身高貴典雅全白色高級訂製禮服演唱其主題曲《我心永恆》（My Heart Will Go On），全場觀眾亦跟著席琳一起高唱及在表演結束時給予站立掌聲以示尊敬。告示牌亦表揚席琳的表演為當晚全場最佳的表演，讚嘆席琳歌聲的全面性以及歌曲的影響力會像歌曲名字一樣永恆。其他眾多媒體也對席琳的表演讚不絕口，其中滾石雜誌將宏偉及莊嚴的形容詞套用在席琳的表現上，亦評鑑整個表演從頭到尾都是相當出色，並讚嘆席琳再一次展示其優秀的音域及其對歌曲收尾的即興哼唱部分發揮得相當的優美。7月21日，席琳的唱片公司發行了一張法國限定的精選專輯《只有些少》（Un peu de nous），專輯純粹為近期巡迴演唱會的副產品，在零宣傳的情況下，專輯亦輕鬆登上了法國專輯榜連續三周冠軍位置，成為了席琳個人的第18張法國冠軍專輯。8月5日，席琳在蘇格蘭進行最後一場的夏季巡迴演唱會，正式宣告為歐洲巡迴演唱會拉下序幕以及即將回歸至拉斯維加斯進行剩下9月份以後的場次，25場的小型巡迴演唱會最終斬獲超過6300萬美金的票房。
2018年1月12日，席琳在官方臉書公布將會於本年度夏季將會舉行一場小型巡迴演唱會，將會涉足亞洲及大洋洲作為本次巡迴演唱會的主要演出地方，包括東京、澳門、台北、新加玻、雅加達、曼谷、馬尼拉、悉尼、布里斯班、珀斯、墨爾本及奧克蘭，總數為22場，最終演唱會斬獲5738萬美金。其中台北場次打破了海外歌手的票房紀錄及場次紀錄，獲得總數3億台幣紀錄以及連開三場的紀錄。同年5月3日，席琳發行了新單曲及新音樂錄影帶《浴火重生》（Ashes），此曲是為《死侍2》（Deadpool 2）獻唱主題曲。9月24日，席琳正式宣佈其駐唱演唱會將於2019年6月8日完滿結束，歷時8年時間，連同著之前首輪駐唱時間已經歷了15年之久的時間，代表著拉斯維加斯一個娛樂時代的終結，席琳亦表示不會再續簽於拉斯維加斯的合約。AEG Presents / Concerts West的聯合首席執行官約翰梅格倫（John Meglen）告訴ET雜誌說道：「席琳當年用了很大的信心於拉斯維加斯做出如此大的賭注－－《新的一天...》，看看她如何改變了現時拉斯維加斯的娛樂格局。她當年開始的是一個對常人來說是非常瘋狂的理念，但現時已經成為了常態，現在每個歌手都想在拉斯維加斯演唱。我們所有人都非常感謝席琳讓拉斯維加斯成為世界娛樂之都。」

### 2019至2022年：二次大規模巡演時期

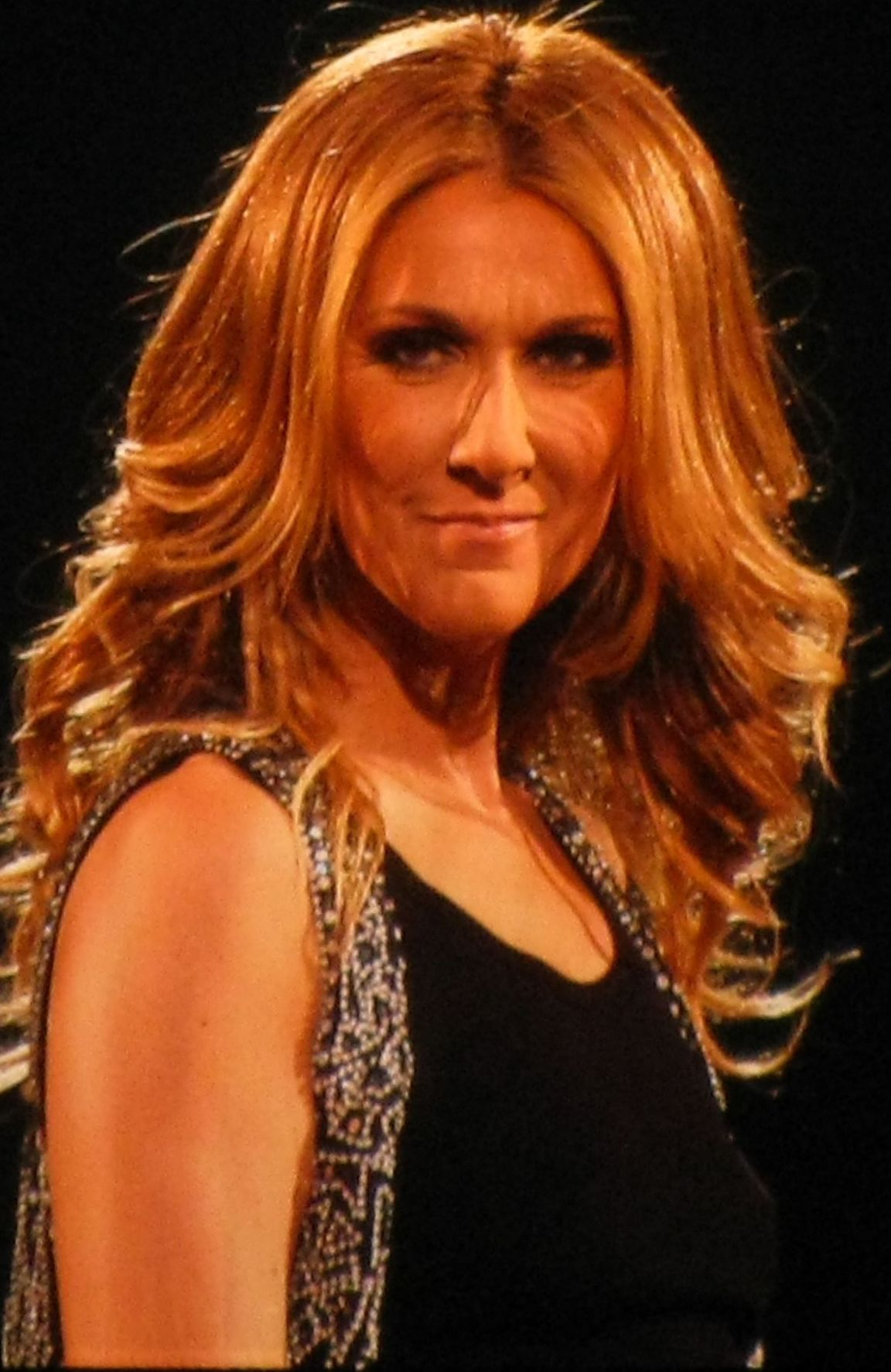
席琳·迪翁演唱"I'm Alive"

2019年4月3日，席琳於美國洛杉磯舉辦了一場特別的發佈會，宣佈今年將舉辦一場大型的世界巡迴演唱會，暫時只公布了66場的北美地區的場地，9月18日將於魁北克為起點出發。同時，席琳亦宣佈了11月亦會推出一張新專輯，名為《勇氣》（Courage），席琳只透露了其專輯有與希雅再度合作，亦錄了48首歌曲去分配在新專輯中。2019年6月8日，拉斯維加斯秀正式完美落幕，結束總歷時16年的駐唱長跑，席琳同時演唱了新專輯中的單曲《獨自飛翔》（Flying On My Own）並上載至官方Youtube頻道作為離開拉斯維加斯的告別曲及其編寫事業新一頁的歌曲，寓意席琳就算失去了老公同行也能獨自面對及決定自己未來的事業路。9月18日，席琳同時間發表了三首新單曲作為新專輯的主打歌曲，分別為專輯同名單曲《勇氣》（Courage）、《不完美》（Imperfections) 及《承受》（Lying Down）。11月15日，新專輯《勇氣》正式發行，在全球Itunes銷量榜名列第一名長達一周，在Billboard 200空降第一名，成為繼2002年專輯《新的一天》（A New Day Has Come）後再拿下冠軍位置，拿下個人名下第5張美國冠軍專輯，亦成為繼芭芭拉·史翠珊（6個10年）及珍娜·傑克森（4個10年）後，與惠妮·休斯頓（3個10年）、布蘭妮·斯皮爾斯（3個10年）及瑪丹娜（3個10年）並列第3名在3個10年內都有冠軍專輯紀錄的女歌手。新專輯在各媒體拿下正面的評價，當中滾石雜誌（Rolling Stone Magazine）將新專輯評定為3星半，形容席琳的新專輯推出的時間點相當完美及專輯風格令人驚喜，像當年雪兒的專輯《相信》（Believe）一樣，值得年青一輩再次欣賞及認可這位跟得上時代腳步的天后，亦稱席琳的音樂事業從不需要所謂的捲土重來，因席琳的流行音樂使我們一直需要她。

### 2022年至今：罹患僵人综合征後
2022年12月，席琳在Instagram上揭露自己罹患罕見神經系統疾病「僵人综合征」（SPS），這種疾病影響她走路、唱歌，她也為此取消一系列在歐洲的巡迴演出。
2024年巴黎奥运会开幕式上，席琳壓軸獻唱《愛的頌歌》，是罹患僵人综合征後首次公開演出。此前为争取早日恢复演出，席琳进行了艰苦的复健训练。

## 个人生活
據席琳2007年接受中國主持人楊瀾專訪時表示，當René Angélil從她的經紀人變成她的戀人時，一度受到家人的反對，尤其母親不能接受兩人達26歲的年齡差距，更無法接受對方結過兩次婚，還有三個孩子。
2001年席琳成為母親，誕下長子。
2005年卡特琳娜飓风袭击美国后，平时很少提及政治话题的席琳在《赖瑞金现场》节目中抨击了小布什政府在救助灾民时的反应和动员速度简直慢得出奇：“还有那么多人在等待救援。（政府拖沓的作为）在我看来是无法接受的... 为什么（美国政府）往其它国家派飞机瞬间涂炭掉万千生灵就那么容易呢？我们本应（在危难时刻积极）为自己的国家效力。”访谈过后，她还表示“我在和賴瑞金或者其他人上热播节目时，我们就是公众瞩目的焦点，这一点很重要。我当然有自己的观点（想要表达），但我是一个歌手，不是一个政客。”
2010年12月，席琳產下雙胞胎兒子。
2016年1月14日，席琳的丈夫雷內因不敵咽喉癌，於拉斯維加斯的家中逝世，終年73歲。早於1999年他就被發現患上此癌症，其後治療成功，但在2014年後期發現癌症復發，正面並積極地對抗病情長達一年多，最終仍不敵病魔離開世界。雷內的葬禮以國葬的形式進行，並且選址在當年1994年與席琳結婚的地方蒙特利爾聖母聖殿（Notre-Dame Basilica）中舉辦。
另外相當不幸地，席琳的哥哥丹尼爾於雷內離世不到一天的時間也離世，亦是因為癌症帶走了他的生命。

## 艺术特点

### 声音特點
不少资料认为，席琳拥有横跨5个八度的音域。席琳至少拥有从B2到Eb6共跨越3个八度的音域。
席琳的唱功常受到评论褒奖。《The Buffalo News》的Jim Santella曾描述“席琳·迪翁的声音像铁拳藏在鹅绒手套中一般（刚柔相济），其力量隐蔽在柔滑的颤音之中，透露出其在唱功方面的强大造诣。”《The Buffalo News》的另一评论员Jeff Miers说：“她的声音超越到了人类的极致。她(能)全力冲上高音，同时自如地收发颤音，还能完美地把握好音调(的微妙变化)。整个过程就像是她在干净利落地将一束玉米剥皮。”《紐約時報》编辑Stephen Holden说席琳的“各方面功夫都很齐全。她可以对各种花唱技巧信手拈来，演绎出摄人心魄的歌唱表现，能在稳住音调细微波动的同时长时间地飚出高音。而在二人合唱中... 能看出她是个(配合程度)很靠得住的和声。（即指她的配合水平高，与别人总能很快默契配合。）”长野健说“(席琳是一个)有敏锐听觉、良好资质以及完美境界的音乐人，令人羡慕嫉妒”。《時代雜誌》编辑Charles Alexander说“(她的)声音能从轻声的低语毫不费力地滑移到极高的音调，仿佛一种融力量感与优雅于一体的甜蜜的乐笛声。”
对于经常演唱的法语曲目，席琳将自己的唱腔装饰得更精致和更具表现力，带上了一层“更富有温柔和亲密感”(more tender and intimate)的抒情色彩。与席琳有过密切合作的法国唱作人Luc Plamondon曾称席琳吸纳了法国、魁北克、美国三地的歌谣演唱风格。

### 音樂风格
席琳的音乐受流行、搖滾、福音、R&B和灵魂等多种风格影响。她的歌词内容则多以“对贫困和饥饿的关注”、“在心灵与精神层面的探寻”以及“对爱与浪漫的诠释”为主题。在2000年代第1个孩子出生后，席琳逐渐增加有关了“母爱”这一新主题的作品数量。

### 所受影响
席琳自小就視不少巨星為偶像，如安瑪莉、芭芭拉·史翠珊、麥可·傑克森、艾瑞莎·弗蘭克林、卡洛爾·金及比吉斯等人，而這些巨星後來也相繼與她以不同形式合作過。席琳還欣賞不少如雪兒、蒂娜·特娜及伊特·珍等樂壇前輩。
此外，席琳還相當愛慕一位僅大她5歲、幾乎是同時代的歌手惠妮·休斯頓，縱使媒體和聽眾都經常拿她們作比較，但席琳依然對她的音樂及聲音讚口不絕。

## 影響力
席琳被视为流行音乐界最有影响力的声音之一。1996年，美國《時代雜誌》称席琳為“流行天后之一”(The Divas of Pop)並獨佔雜誌封面。《Blender》杂志曾将席琳列为“22位最伟大的歌手”(22 Greatest Voices in Music)中的第9名。《Cove》杂志则将她列在“100位杰出流行歌唱艺人”(The 100 Outstanding Pop Vocalists)中的第5名。
許多人拿席琳的歌唱风格与玛丽亚·凯莉及惠特尼·休斯顿相提並論，也將她們合称為“The Vocal Trinity”。音樂製作人及前任美國偶像裁判之一蘭道爾·大流士·蘭迪·傑克遜說：“席琳·迪翁、惠特尼·休斯頓及瑪麗亞·凱莉是在黃金時代裡擁有最棒聲音的歌手，很多女歌手都很推祟。”文化評論家卡爾·威爾遜指出，席琳的知名度與影響力是依然流存，這些東西都可以在美國偶像裡一一體現。在過去十年的大規模音樂現象下，席琳依然非常扎實地成為年輕人採樣成為歌手的對象。
現代許多歌手都深受席琳影響或視她為偶像，如蕾哈娜、布蘭妮·斯皮爾斯、芮塔·歐拉、克莉絲汀·阿奎萊拉、喬許·葛洛班、愛黛兒、女神卡卡、黛兒塔、里歐娜·路易斯、亞莉安娜·格蘭德、法蘭克海洋、夏芮絲、泰勒絲、珍妮佛·哈德森、喬安娜·李文絲奇、潔西 J、裘汀·史芭克絲、凡妮莎·哈金斯、費絲·希爾、凱蒂·佩芮、凱莉·克萊森及蘿拉·菲比安等人。
許多歌手亦對席琳的聲音表示欣賞或對席琳的唱功表示讚嘆，如卡洛爾·金、碧昂絲·諾利斯、艾爾頓·強、妮可·舒辛格、萊諾·李奇、酷玩樂團、卡洛斯·山塔那、賈斯汀、雪兒、仙妮亞·唐恩、讓-雅克·高德曼、尼歐、芭芭拉·史翠珊、盧奇亞諾·帕華洛帝、比吉斯、喬治·馬丁等人。
在法語文化層面上，席琳一直致力於將法語音樂帶到世界各地進行演唱，令世界各地不同的人都能接觸法語音樂，其中席琳1995年的專輯《他們》（D'eux）目前是全球銷量最高的法語專輯，在一些非法語國家如英國、日本、波蘭、希臘等市場取下非預期性的成功，其中英國更拿下金唱片認證的創先河的紀錄。2008年5月22日，席琳在巴黎接受法國總統薩科齊親自頒發法國最高榮耀的法國榮譽軍團勳章，勳章認證席琳在宣傳法語文化上有著極高的推動力及影響力。除了後期把法語文化推動到世界各地外，席琳也早於1996年接受了法國政府文化部頒下來的法蘭西藝術與文學勳章中的騎士勳章以表揚席琳在文學界或藝術界是具有傑出貢獻的人物。
在加拿大音樂行業層面上，席琳於1999年成為了繼布萊恩·亞當斯及安瑪莉後第三位歌手進駐加拿大廣播名人堂（Canadian Broadcast Hall of Fame）以認證席琳對加拿大音樂行業的高度貢獻。2013年7月26日，席琳亦在加拿大接受了加拿大總督頒發的加拿大勳章，此國家級獎項以認證席琳在加拿大國家層面上有著極高的影響力。同年也在加拿大星光大道（Canada's Walk of Fame）中擁有屬於自己的星星。
美國VH1將席琳位列於《史上最偉大流行文化偶像前200名》（200 Greatest Pop Culture Icons of All Time）排行榜中的第64名，歌手排名中的第12名；在2003年，VH1也將席琳評為《影片時代最佳50大女性》（50 Greatest Women of the Video Era）中的第10名。2004年，席琳在美國荷里活星光大道（Hollywood Walk of Fame）以歌手身份拿下屬於自己的星星。

## 音樂作品
| 法语录音室专辑 - 《La voix du bon Dieu》（1981年） - 《Céline Dion chante Noël》（1981年） - 《Tellement j'ai d'amour...》（1982年） - 《Les chemins de ma maison》（1983年） - 《Chants et contes de Noël》（1983年） - 《Mélanie》（1984年） - 《C'est pour toi》（1985年） - 《Incognito》（1987年） - 《Dion chante Plamondon》(1991年） - 《他們》（1995年）（D'eux） - 《愛已足夠》（1998年）（S'il Suffisait D'aimer） - 《爱相随》（2003年）（1 Fille & 4 Types） - 《芳心之歌》（2007年）（D'elles） - 《放手去爱》（2012年）（Sans Attendre） - 《讓愛延續》（2016年）（Encore Un Soir） | 英语录音室专辑 - 《水乳交融》（1990年）（Unison） - 《席琳·迪翁》（1992年）（Celine Dion） - 《爱的色彩》（1993年）（The Colour of My Love） - 《真爱》（1996年）（Falling Into You） - 《说爱》（1997年）（Let's Talk About Love） - 《藏爱时光》（1998年）（These Are Special Times） - 《真爱来临》（2002年）（A New Day Has Come） - 《一心一意》（2003年）（One Heart） - 《奇蹟》（2004年）（Miracle） - 《為愛冒險》（2007年）（Taking Chances） - 《讓愛重生》（2013年）（Loved Me Back to Life） - 《勇气》（2019年）（Courage） |

## 演唱會與票房

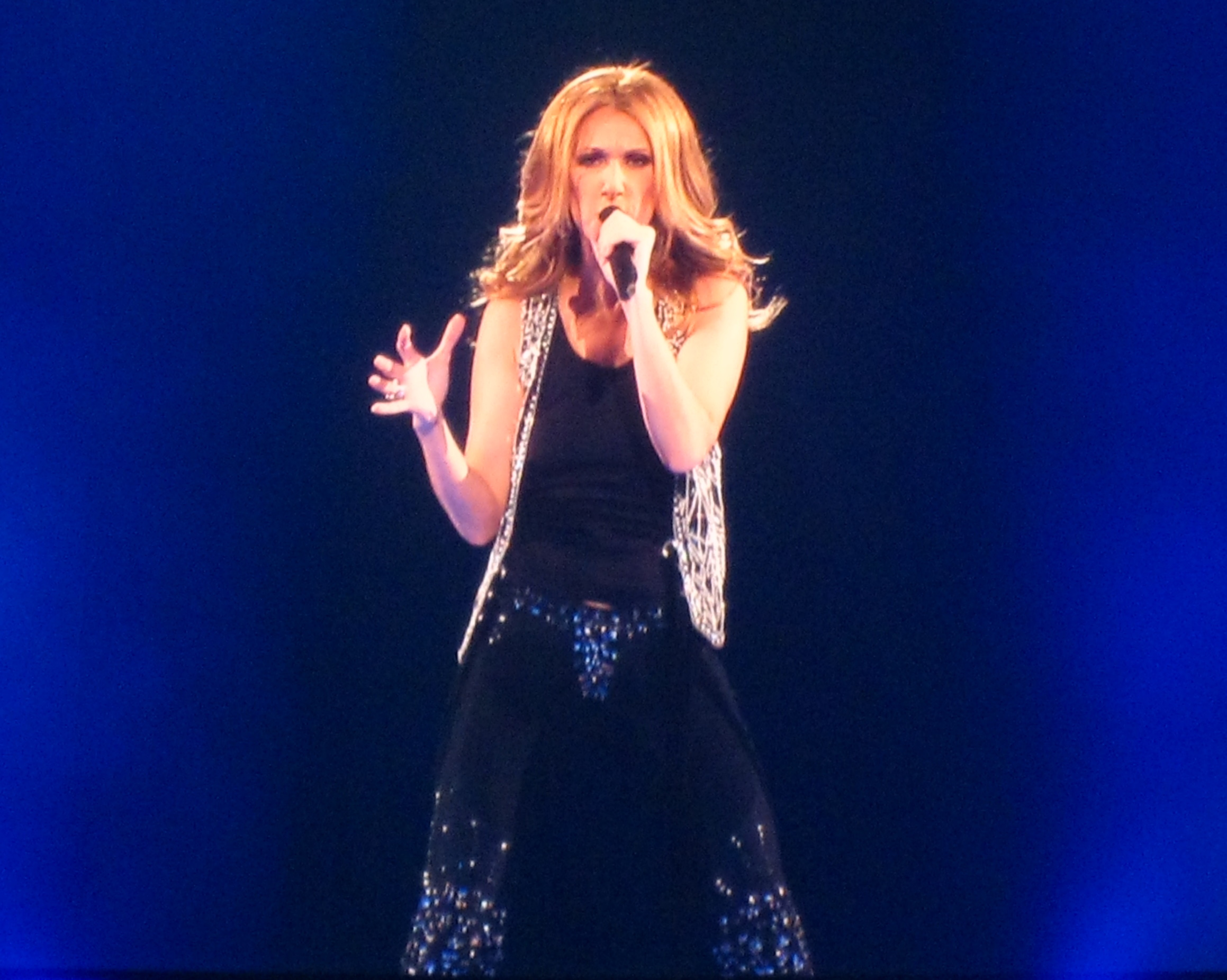
席琳·迪翁現場演唱

席琳的事業生涯裡總共舉辦了至少2200場以上的演唱會，其中包含14次正式且有數字統計的巡迴演唱會和駐唱演唱會，總共吸納了超過1千4百萬名觀眾參與。席琳的演唱會總票房已達14億美元以上，目前全球只有兩位女歌手達到如此的高度（另一位是麥當娜）；另一方面，席琳目前也是全球舉辦過最多演唱會場數的歌手。
註：
- 私人演唱會、慈善演唱會及聯辦演唱會亦不包括在本次統計之內。

### 駐唱演唱會
| 演唱會名稱   | 舉辦年份       | 總場數 | 總觀看人數    | 總票房（美金） |
| ------------ | -------------- | ------ | ------------- | -------------- |
| A New Day .. | 2003年至2007年 | 723場  | 約2,930,000名 | $390,800,000   |
| Celine Show  | 2011年至2019年 | 472場  | 1,174,175名   | $296,206,248   |

### 英語巡迴演唱會
| 演唱會名稱            | 舉辦年份       | 總場數      | 總觀看人數    | 總票房（美金） |
| --------------------- | -------------- | ----------- | ------------- | -------------- |
| Unison                | 1990年至1991年 | 75場        | 約150,000名   | $2,000,000     |
| Celine Dion           | 1992年至1993年 | 74場        | 約500,000名   | $12,000,000    |
| The Colour of My Love | 1993年至1995年 | 98場        | 約1,300,000名 | $33,000,000    |
| Falling Into You      | 1996年至1997年 | 148場       | 約2,200,000名 | $80,000,000    |
| Let's Talk About Love | 1998年至1999年 | 97場        | 約2,300,000名 | $133,000,000   |
| Taking Chances        | 2008年至2009年 | 132場       | 約2,300,000名 | $279,200,000   |
| Live 2017             | 2017年         | 25場        | 457,923名     | $63,335,375    |
| Live 2018             | 2018年         | 22場        | 259,443       | $57,383,611    |
| Courage               | 2019年至2020年 | 122場(暫時) | 進行中        | 進行中         |

### 法語巡迴演唱會
| 演唱會名稱                               | 舉辦年份       | 總場數        | 總觀看人數                    | 總票房（美金）                      |
| ---------------------------------------- | -------------- | ------------- | ----------------------------- | ----------------------------------- |
| Les Chemins De Ma Maison                 | 1983年至1984年 | 40場          | 約40,000名                    | $200,000                            |
| C'est Pour Toi                           | 1985年         | 36場          | 約45,000名                    | $400,000                            |
| Incognito                                | 1988年         | 75場          | 約150,000名                   | $1,500,000                          |
| D'eux                                    | 1995年         | 47場          | 約500,000名                   | $13,000,000                         |
| Sans Attendre + Céline... une seule fois | 2013年         | 9場+1場(10場) | 101,963名+41,298名(143,261名) | $19,937,637+$5,670,255($25,607,892) |
| Summer Tour 2016                         | 2016年         | 26場          | 347,332名                     | $47,861,258                         |